# Oscar Troplowitz

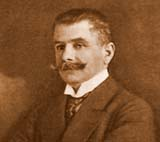
Oscar Troplowitz

Oscar Troplowitz (* 18. Januar 1863 in Gleiwitz, Königreich Preußen; † 27. April 1918 in Hamburg) war ein deutscher Apotheker, Unternehmer und Kunstmäzen.

## Leben

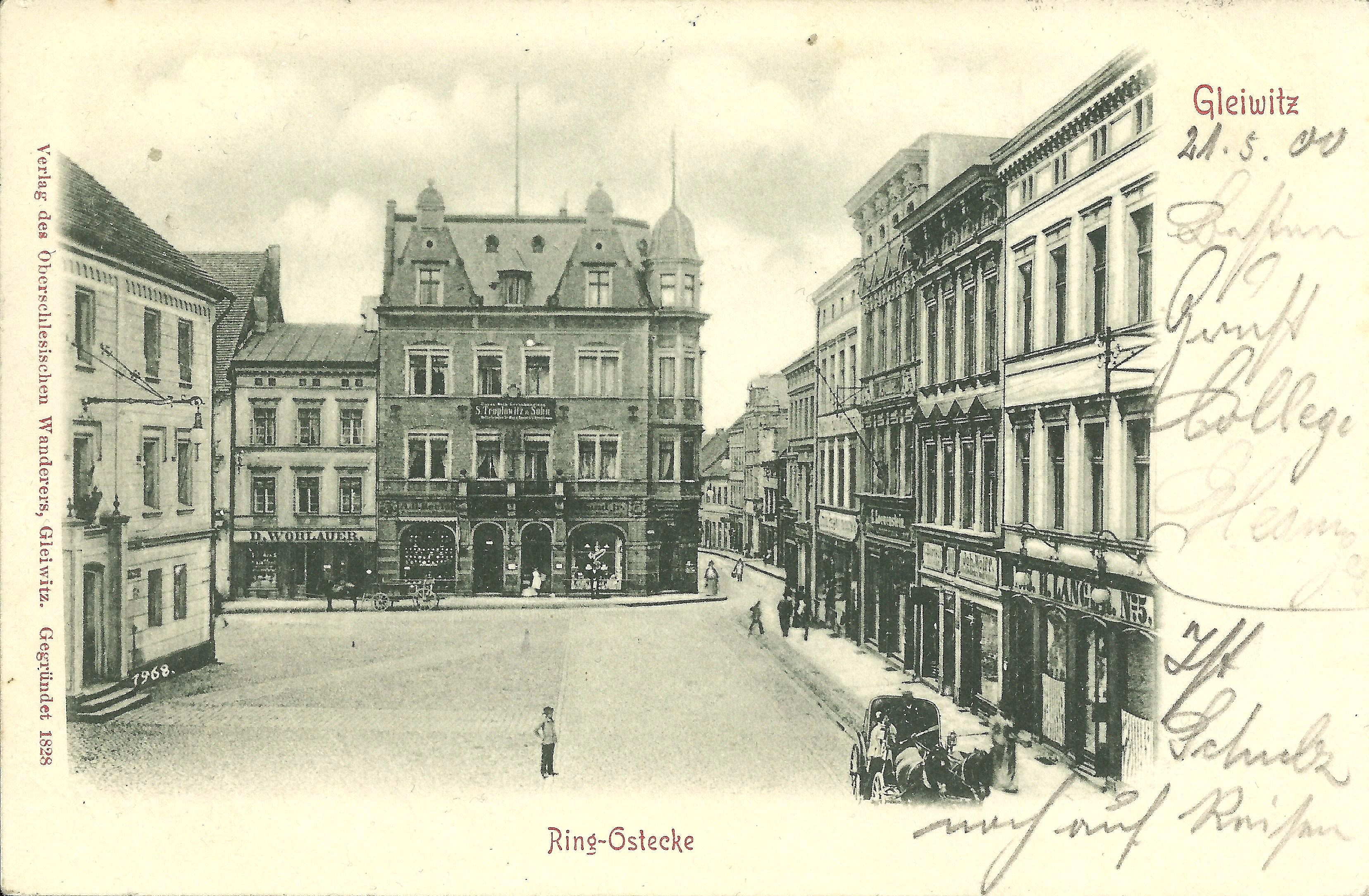
Gleiwitz, Ring Nr. 26; Die Ansichtskarte (um 1900) zeigt die großelterliche Weinhandlung.

Oscar Troplowitz war Spross der in Oberschlesien ansässigen assimilierten jüdischen Familie Troplowitz, die in Gleiwitz einen Weingroßhandel führte und vermögend wurde. Die Familie war stadtbekannt und besaß eine Weinstube am Ring, dem Rathausplatz der Stadt. Oscar war eines von zwei Kindern von Simon Ludwig (Louis) Troplowitz (1825–1913) und von Agnes Mankiewicz (1838–1912), die aus Lissa stammte. Louis Troplowitz war Baumeister und besaß ein eigenes Bauunternehmen. Er errichtete u. a. 1861 die Neue Synagoge in Gleiwitz, die in der Reichspogromnacht 1938 zerstört wurde.
1870 zog Troplowitz mit seinen Eltern von Gleiwitz nach Breslau. Dort besuchte er das Maria-Magdalenen-Gymnasium und absolvierte auf Wunsch des Vaters eine dreijährige Lehrzeit als Apotheker bei seinem Onkel, dem späteren Hofrat Gustav Mankiewicz. Nach Gehilfenjahren in Berlin und Posen studierte er ab 1884 Pharmazie an der Schlesischen Friedrich-Wilhelms-Universität Breslau. 1888 promovierte er an der Ruprecht-Karls-Universität Heidelberg zum Doktor der Philosophie und Magister der freien Künste.
1890 siedelte Troplowitz nach Hamburg über, wo er die erst 1882 von Paul Carl Beiersdorf gegründete „Fabrik dermotherapeutischer Präparate“ mit elf Mitarbeitern kaufte. Er setzte die Zusammenarbeit mit Paul Gerson Unna, Nestor der deutschen Dermatologie, fort und stellte auf dessen Empfehlung hin den Chemiker Isaac Lifschütz ein, der den Emulgator Eucerit erfand. Von Isaac Lifschütz erwarb er 1911 das Eucerit-Patent – indem er die Aumunder Eucerinfabrik Hegeler & Brünings AG kaufte. In wenigen Monaten gelang es, eine neuartige Creme herzustellen: Sie sah schneeweiß aus – ihr Name Nivea wurde von dem lateinischen Wort „niveus“, die Schneeweiße, abgeleitet.
Oscar Troplowitz war mit seiner Cousine Gertrud Mankiewicz († 1920) verheiratet; die Ehe blieb kinderlos.

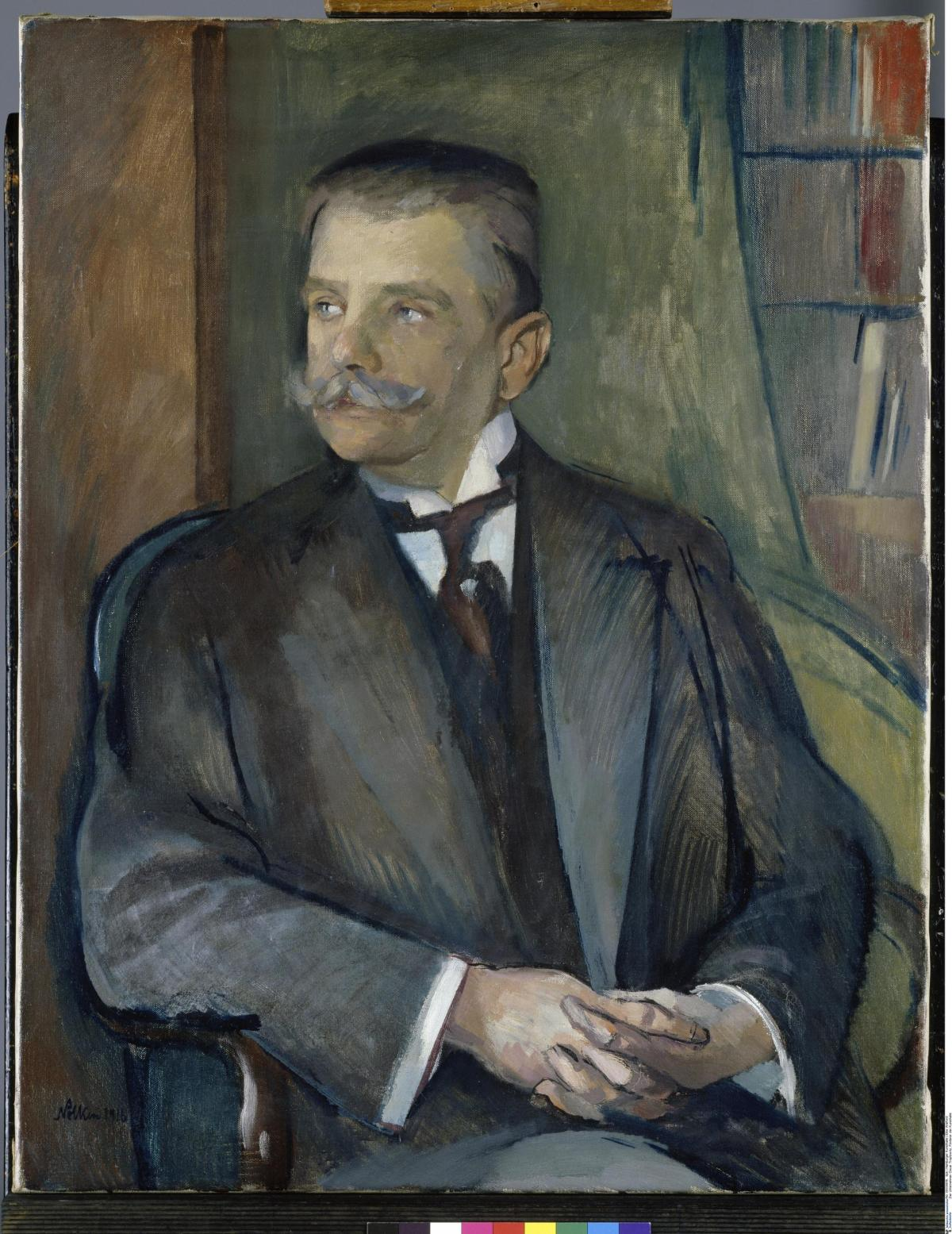
Franz Nölken: Porträt Oscar Troplowitz, 1916

In seinem letzten Lebensjahrzehnt entwickelte er ein starkes Kunstinteresse, nachdem er 1909 den jungen Hamburger Maler Friedrich Ahlers-Hestermann kennengelernt hatte, und wurde zum Förderer der Arthur-Siebelist-Schüler wie Friedrich Ahlers-Hestermann, Fritz Friedrichs und Franz Nölken, der ihn 1916 auch porträtierte.
Am 9. August 1911 war er mit seiner Frau wahrscheinlich auf dem Weg nach Scheveningen. Dabei wurden sie zwischen Delmenhorst und Cloppenburg Zeuge des Verkehrsunfalls des Prinzen Heinrich von Preußen, an den der Prinz-Heinrich-Stein erinnert. 
Als Troplowitz am 27. April 1918 im Alter von nur 55 Jahren an einem Gehirnschlag verstarb, hatte sich die kleine Fabrik bereits zu einem weltweit tätigen Unternehmen mit über fünfhundert Angestellten entwickelt. Es wurde – nach dem Tod seines Mitgesellschafters Mankiewicz im selben Jahr und dem Tod von Gertrud Troplowitz zwei Jahre später – zuerst in eine GmbH und am 1. Juni 1922 in eine Aktiengesellschaft umgewandelt. Damit begann die Weiterentwicklung in ein internationales Unternehmen mit Ausbau zu einem führenden Hersteller von Markenartikeln.

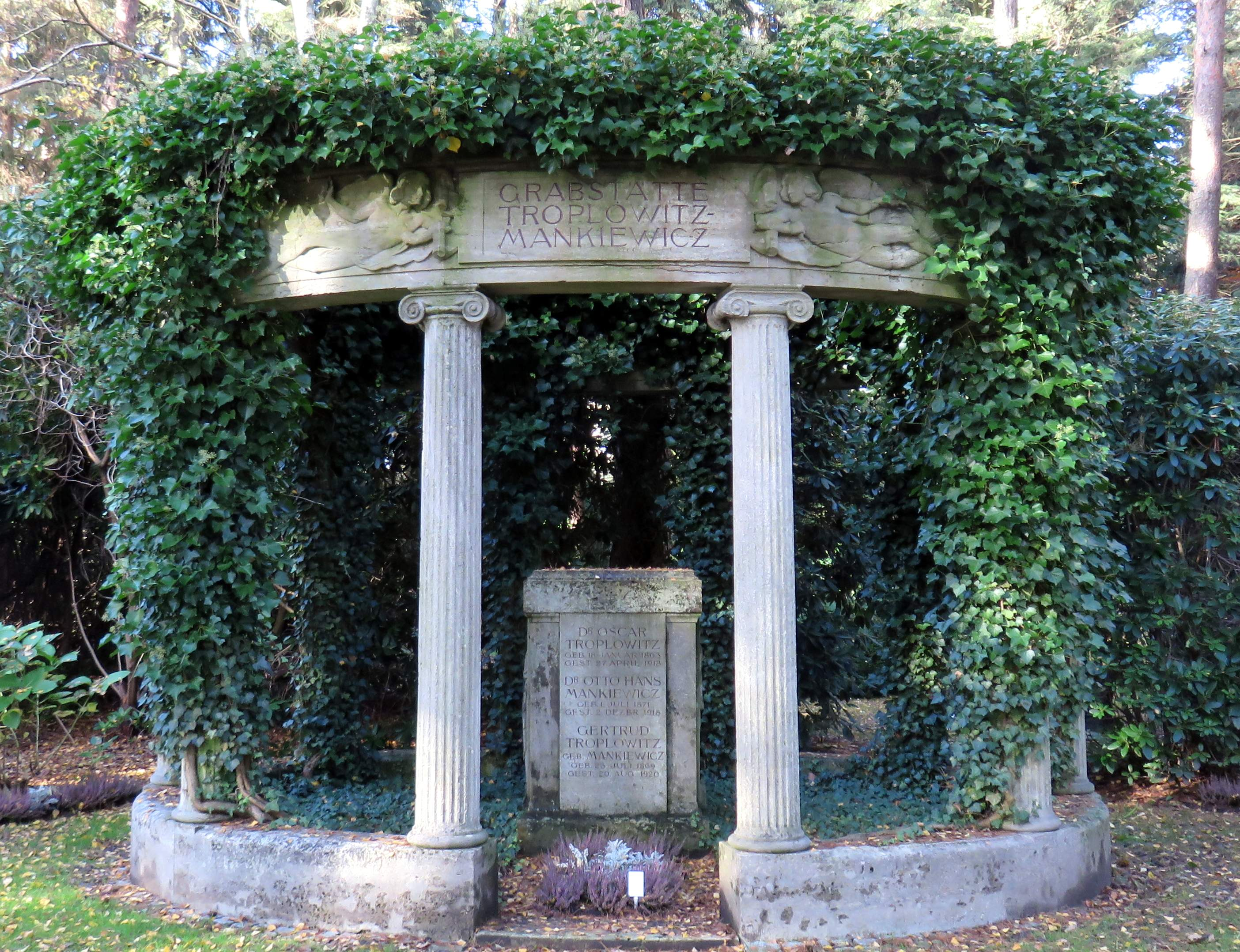
Grabmal auf dem Friedhof Ohlsdorf

Begraben wurde Troplowitz auf dem Hauptfriedhof Ohlsdorf in Hamburg. Die von Fritz Schumacher künstlerisch gestaltete Grabanlage, die dem Grabmal seiner Eltern in Breslau nachgebildet wurde, steht unter Denkmalschutz. In beiden Fällen war der Bildhauer Arthur Bock daran beteiligt.

## Nachruhm
Die Straße am Firmensitz der Beiersdorf AG im Hamburger Bezirk Eimsbüttel wurde nach ihm benannt, 2023 teilweise in Beiersdorfstraße umbenannt.

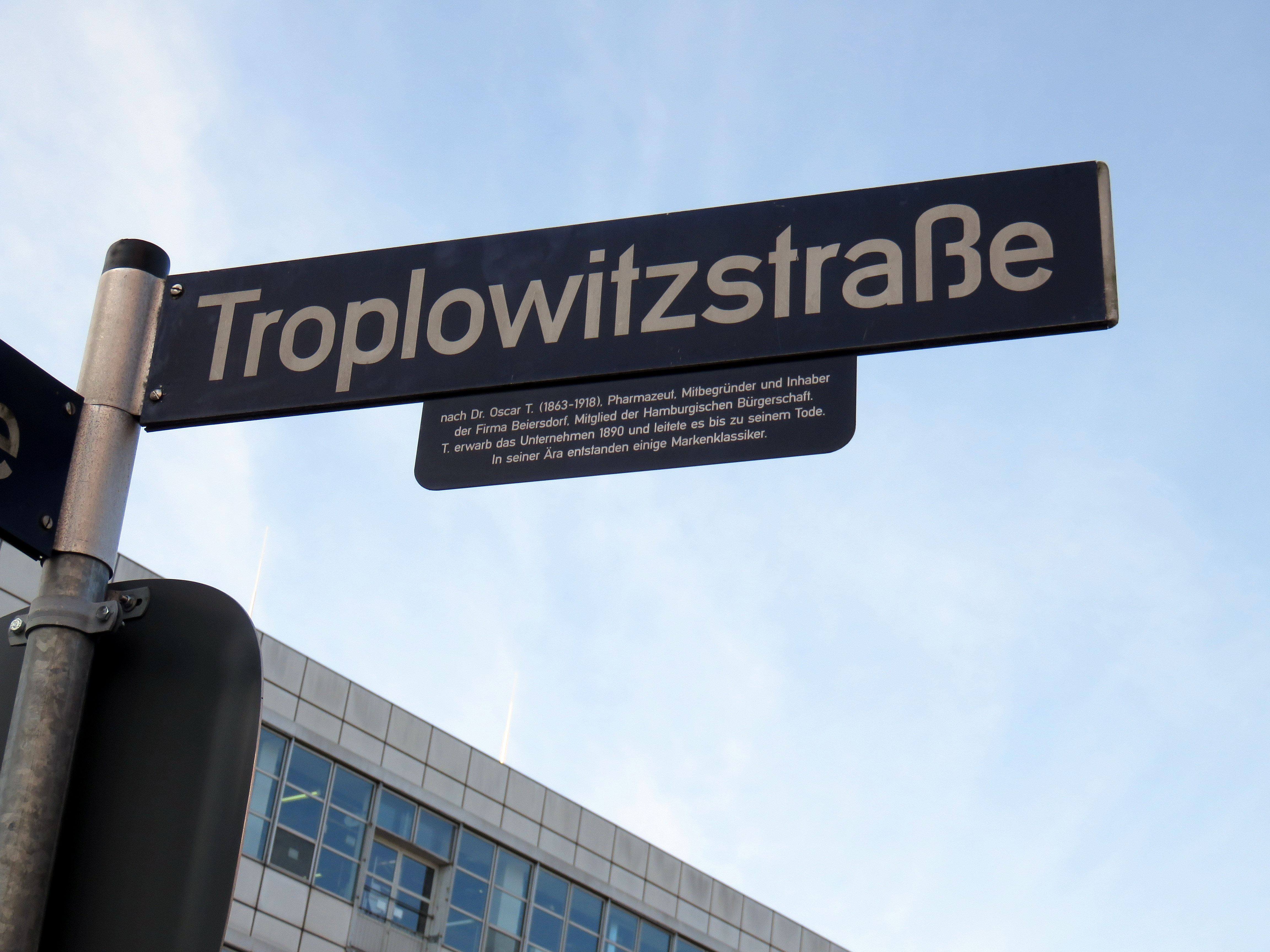
Schild der Troplowitzstraße

Aus Troplowitz' Nachlass erhielt die Hamburger Kunsthalle als Vermächtnis sechsundzwanzig Gemälde mit Hauptwerken französischer und deutscher Künstler des 19. und 20. Jahrhunderts. Glanzpunkte seiner Sammlung waren unter anderem Bilder wie Auguste Renoirs Madame Hériot, Max Liebermanns Eva, Max Slevogts Fleet am Hopfenmarkt in Hamburg und das stimmungsvolle Landschaftspanorama Die Seine bei Billancourt von Alfred Sisley.
Die Nachfahren von Oscar Troplowitz sind als drittgrößte Aktionäre – nach der Allianz AG und der Maxingvest AG – noch heute am Beiersdorf-Konzern beteiligt.

## Leistungen
1901 entwickelte Troplowitz den medizinischen Klebeverband, für den er den Begriff Leukoplast kreierte. 1909 folgte der Lippenpflegestift Labello. Dabei führte er das Drehhülsengehäuse ein, aus dem der Stift zum Gebrauch herausgedreht und wieder versenkt wird. Ende 1911 brachte Troplowitz die erste Fett- und Feuchtigkeitscreme der Welt auf den Markt – die Nivea Creme. Noch im Jahr 1896 entstand der sogenannte Beiersdorf-Kautschuk-Klebefilm, der dann um 1936 als Tesa-Film den Markt eroberte.
Oscar Troplowitz war ein aufgeklärter Unternehmer mit starkem sozialen Sinn. Er führte Errungenschaften ein wie ein kostenloses Mittagessen, eine Art Betriebskindergarten sowie bereits 1897 den Mutterschutz. Schon 1912 reduzierte er als einer der ersten Unternehmer in Hamburg die Arbeitszeit bei vollem Lohnausgleich auf 48 Stunden, zahlte Weihnachts- und Urlaubsgeld und gründete 1916 eine Pensionskasse. Er konnte sich auf die absolute Loyalität seiner Mitarbeiter verlassen, während seiner Zeit hatte ein einziger Beschäftigter gekündigt.

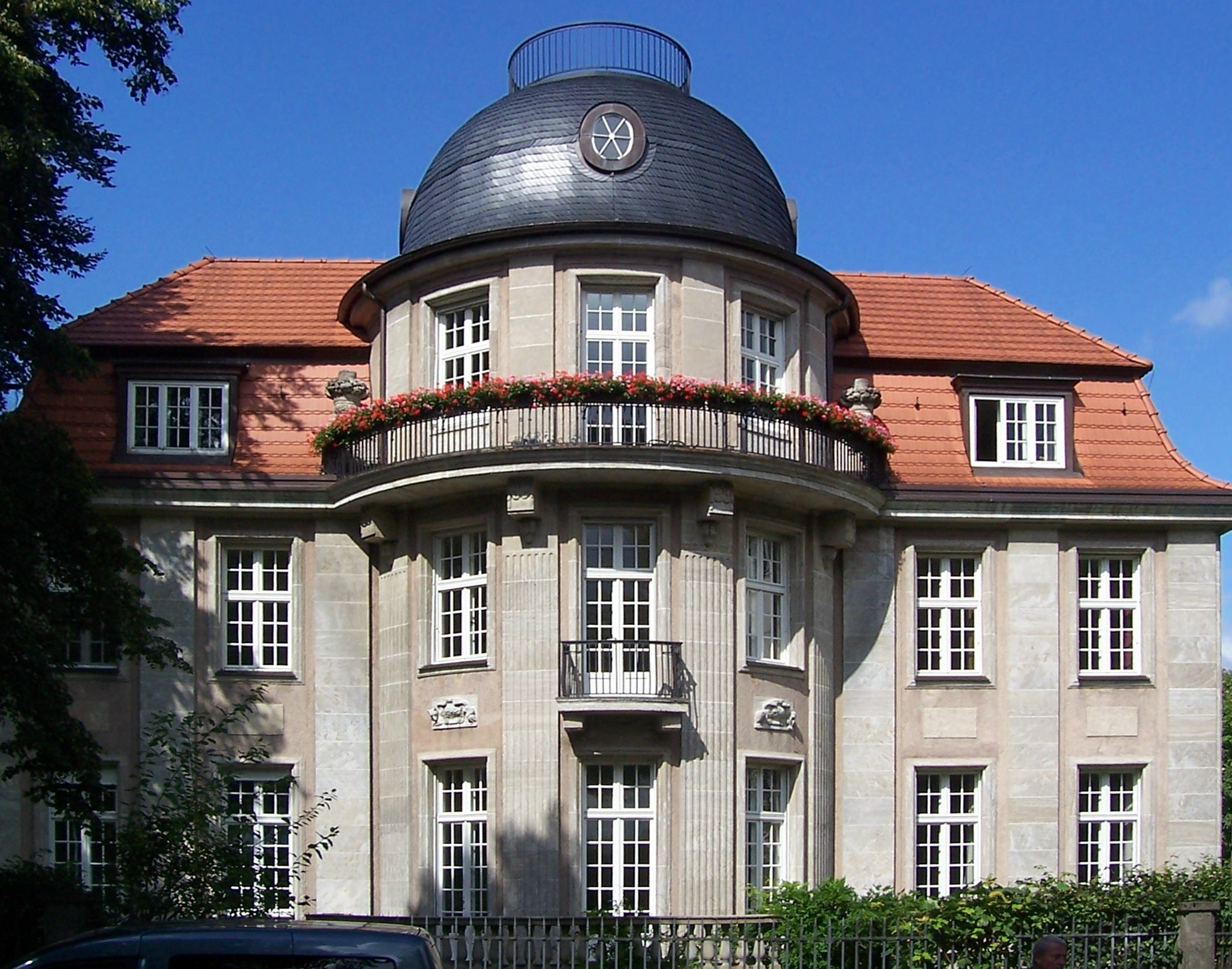
Die Troplowitz-Villa, von der Alsterseite aus gesehen

Seit 1903 engagierte sich Troplowitz auch in der Hamburger Kommunalpolitik, er war von 1906 bis 1917 Mitglied der Baudeputation und arbeitete zusätzlich ehrenamtlich zwei Tage pro Woche in der Baubehörde. Troplowitz war von 1904 bis 1910 als Abgeordneter der Fraktion Linkes Zentrum in der Hamburgischen Bürgerschaft eine maßgebliche Stimme für Bildung, kulturelle Erneuerung und die Verschönerung der Stadt im frühen 20. Jahrhundert.
In seiner Hamburger Villa, Agnesstraße 1, am Kopf der Außenalster mit eigenwilliger Architektur, entworfen 1909 vom Berliner Architekten William Müller, gingen neben Freunden, Geschäftsleuten und Politikern auch Künstler ein und aus. Aus dem kunstinteressierten Oscar Troplowitz wurde dank seiner gut gehenden Geschäfte ein bekannter Kunstsammler. So war er der erste deutsche Privatsammler, der einen Picasso erwarb. Beraten vom Maler Friedrich Ahlers-Hestermann kaufte er in der Münchner Galerie Caspari das Gemälde Die Absinthtrinkerin (Buveuse assoupie) aus der Blauen Periode des Künstlers. Von 1906 bis 1913 war das Bild im Besitz von Gertrude Stein, die einen Künstler- und Literatensalon in Paris führte. Nach Troplowitz’ Tod vermachte seine Frau das Werk zunächst der Hamburger Kunsthalle. 1937, in der Zeit des Nationalsozialismus, galt es als „entartet“, wurde beschlagnahmt und 1941 in der Schweiz versteigert. Heute hängt es im Kunstmuseum Bern.

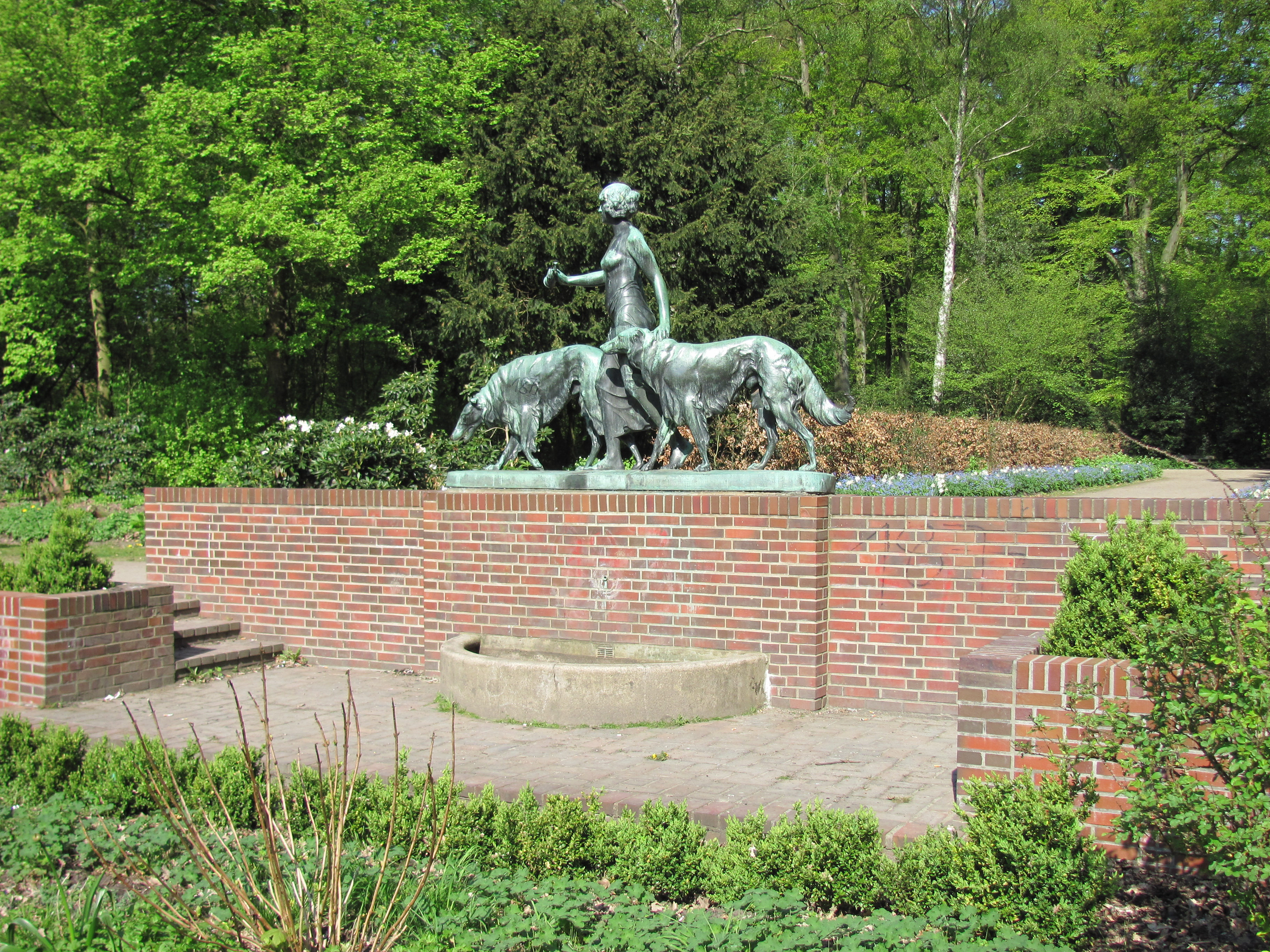
Diana mit Hunden, Skulptur von Arthur Bock; Sie wurde 1912 als Geschenk des Mäzens im Stadtpark aufgestellt.

„Bei ihm liefen zwei Stränge zusammen, das Gebot der Zedaka und das hanseatische Prinzip, Gutes zu tun und nicht darüber zu reden.“ So war Troplowitz als Mäzen aktiv, so hat man es ihm als Gründungsmitglied des Stadtpark-Vereins zu verdanken, dass es den Hamburger Stadtpark gibt. Er unterstützte gleichermaßen das örtliche evangelische, katholische und jüdische Krankenhaus.
Seine Großnichte Dagmar Westberg (1914–2017) war ebenfalls Mäzenin der Kunst und Kultur, deren Schwester Ebba Simon wurde als Stifterin bekannt; ein Großneffe war der 2013 mit 100 Jahren verstorbene Ex-Beiersdorf-Chef Georg Wilhelm Claussen.

## Ausstellungen
- 2010: Oscar Troplowitz – Sozialer Unternehmer und Kunstmäzen, Jüdisches Museum Rendsburg
  - Frank Keil: Troplowitz, Der Mann, der die Nivea-Creme erfand – Das Jüdische Museum Rendsburg würdigt den Unternehmer und Mäzen Oscar Troplowitz in: Jüdische Allgemeine vom 15. Juli 2010
  - Matthias Gretzschel: Oscar Troplowitz. Sozialer Unternehmer und Kunstmäzen in: Hamburger Abendblatt vom 9. August 2010
- 2013: Ein Leben für Hamburg. Oscar Troplowitz, Hamburger Kunsthalle, 18. Januar bis 30. Juni 2013
  - Matthias Gretzschel: Die Kunst des Handcreme-Unternehmers in: Hamburger Abendblatt vom 18. Januar 2013
- 2014: Ausstellung im Jüdischen Museum Westfalen (vom 16. März bis 17. August)[10]